# Нотинг Хил (филм)
Нотинг Хил или Ја у љубав верујем (енгл. Notting Hill) британска је романтична комедија из 1999. године са Џулијом Робертс и Хјуом Грантом у главним улогама. Филм је номинован за три Златна глобуса: за најбољу комедију, најбољег глумца (Грант) и најбољу глумицу (Робертсова); номинован је и за три награде БАФТА, а освојио је једну и то награду публике за најпопуларнији филм. Поред добрих оцена критичара, филм је наишао и на добар пријем код публике, па је зарадивши 363.000.000 долара постао комерцијално најуспешнији британски филм свих времена, и нашао се на двадесетом месту на листи романтичних комедија са највећом зарадом.

## Радња
Вилијам Такер је власник књижаре на Нотингу у Лондону. Посао му иде лоше, живи у старој, неуредној кући са ексцентричним пријатељем Спајком. Једног дана у његову књижару долази Ана Смит, позната америчка глумица која снима филм у Енглеској, и купује књигу. Неколико минута после тога, њих двоје се сударају на углу једне улице и он просипа свој сок од поморанџе на њену кошуљу. Вилијам је моли да дође код њега, да очисти мрљу и да се пресвуче, на шта она пристаје. Врло брзо постају пријатељи, надајући се потајно да ће то пријатељство прерасти у нешто више. Почињу да се виђају, он је чак води на рођендан своје сестре где је упознаје са својим пријатељима. Али након што Вилијам открије да је Ана у вези са познатим холивудским глумцем Џефом Кингом, а новинари их касније усликају заједно, полуголе, њих двоје прекидају сваки контакт. Неколико година касније Ана се враћа у Лондон, због снимања новог филма. Вилијам долази на место где се ради филм, и случајно чује да Ана са једним колегом говори о њему као о пролазној авантури из прошлости. Када га она касније тог дана потражи и замоли да буде са њом, он је одбија. Пријатељи га због тога прекоравају, јер знају колико је воли. Вилијам стога одлази на конференцију за штампу поводом Аниног новог филма, где јој пред новинарима говори да је спреман да буде за њом.

## Улоге
| Глумац         | Улога              |
| -------------- | ------------------ |
| Џулија Робертс | Ана Скот           |
| Хју Грант      | Вилијам Такер      |
| Рис Иванс      | Спајк              |
| Ема Чејмберс   | Хани               |
| Тим Макинерни  | Макс               |
| Миша Бартон    | девојчица          |
| Емили Мортимер | „Савршена девојка“ |
| Алек Болдвин   | Џеф Кинг           |
| Дилан Моран    | Руфус              |
| Џејмс Дрејфус  | Мартин             |
| Хју Боневил    | Берни              |

## Пријем

### Критика
На Rotten Tomatoes-у филм има оцену одобравања од 83% на основу 100 рецензија, са просечном оценом 7,1/10. Критички консензус веб-сајта гласи: „Ром-ком са правим састојцима, Нотинг Хил доказује да нема ништа слично добро испричаној љубавној причи – посебно када су Хју Грант и Џулија Робертс ваше главне улоге”. На Метакритик-у филм има просечну оцену од 68 од 100 на основу 34 критичара, што указује на „генерално повољне критике“.
Дерек Елеј је рекао да је „углађен, шаљив, предугачак је 10 минута и сигурно није „Четири венчања и сахрана, део 2“ ни у конструкцији ни у укупном тону“, дајући му општу позитивну рецензију. Роџер Иберт је похвалио филм, рекавши да је „филм светао, дијалози имају духовитост и интелигенцију, а Робертсову и Гранта је веома лако заволети“.

## Наслеђе
Делови филма се појављују у споту за песму У љубав вјерјујем групе Парни ваљак.